# Plaça Major (Solsona)
La Plaça Major és un conjunt monumental que forma part de l'Inventari del Patrimoni Arquitectònic Català de la ciutat de Solsona (Solsonès).

## Descripció
La Plaça Major té forma més o menys rectangular, amb forta pujada. Està porxada a banda i banda de la plaça. La dreta, amb arcades semicirculars aguantades per pilars fets de grossos carreus tallats i rectangular. La porxada de l'esquerra, de pilars i bigues aguantada per tres grossos arcs, un d'arc de mig punt i els altres dos ogivals. Sota aquest porxo, hi ha una balconada de fusta i sobre el porxo, la casa Aguilar. Aquesta plaça es troba en el lloc més cèntric del clos del poble. El sol de la plaça és de grans lloses de pedra.
D'aquesta plaça arrenquen els carrers principals del poble, a la dreta i amb pendent el carrer del Castell, artèria directa entre el centre i la zona del Camp; a l'esquerra el carrer de Llobera, nucli de les antigues cases senyorials del poble; i el carrer de Sant Miquel que comunica la plaça amb la sortida del poble (portal del Pont). Al segle xvii, en aquesta plaça s'hi representaven "comèdies", en un entaulat que s'hi muntava, després de la processó de la Festa Major.